# Gheorghe Simotta
Gheorghe Simotta (n. 19 iunie 1891, Kleisoura, Epir-Macedonia de Vest, Grecia – d. 1979, București, România) a fost un arhitect și educator român, care a construit numeroase clădiri, în special în perioada dintre primul și al Doilea Război Mondial. Discipol al manierei neo-românești, Simotta a dezvoltat un stil personal de rezonanță balcanică, cu influențe ale artei decorative bizantine. A fost profesor al multor generații de arhitecți.
În calitatea sa multiplă, de arhitect consacrat, de membru al asociației artistice Tinerimea artistică și a grupării artistice a Sindicatului Artelor Frumoase, de educator al catedrei institutului de arhitectură bucureștean și de contribuitor la ideile artistice și teoretice ale secolului 20 din arta și arhitectura din România, Gheorghe Simotta a fost parte însemnată a Avangardei artistice românești, ale primelor cinci decenii din secolul trecut.
În paralel cu arhitectura, a pictat multe acuarele (acum în arhiva Uniunii Arhitecților din România). Clădirile sale poartă amprenta unei concepții clare, care se repercutează de la volume la decorații, la finisaje și în modul limpede, definit al decupării lor în spațiul, în peisajul urban al unei capitale acum profund devastate de monumente istorice de arhitectură. (Editura Simetria)

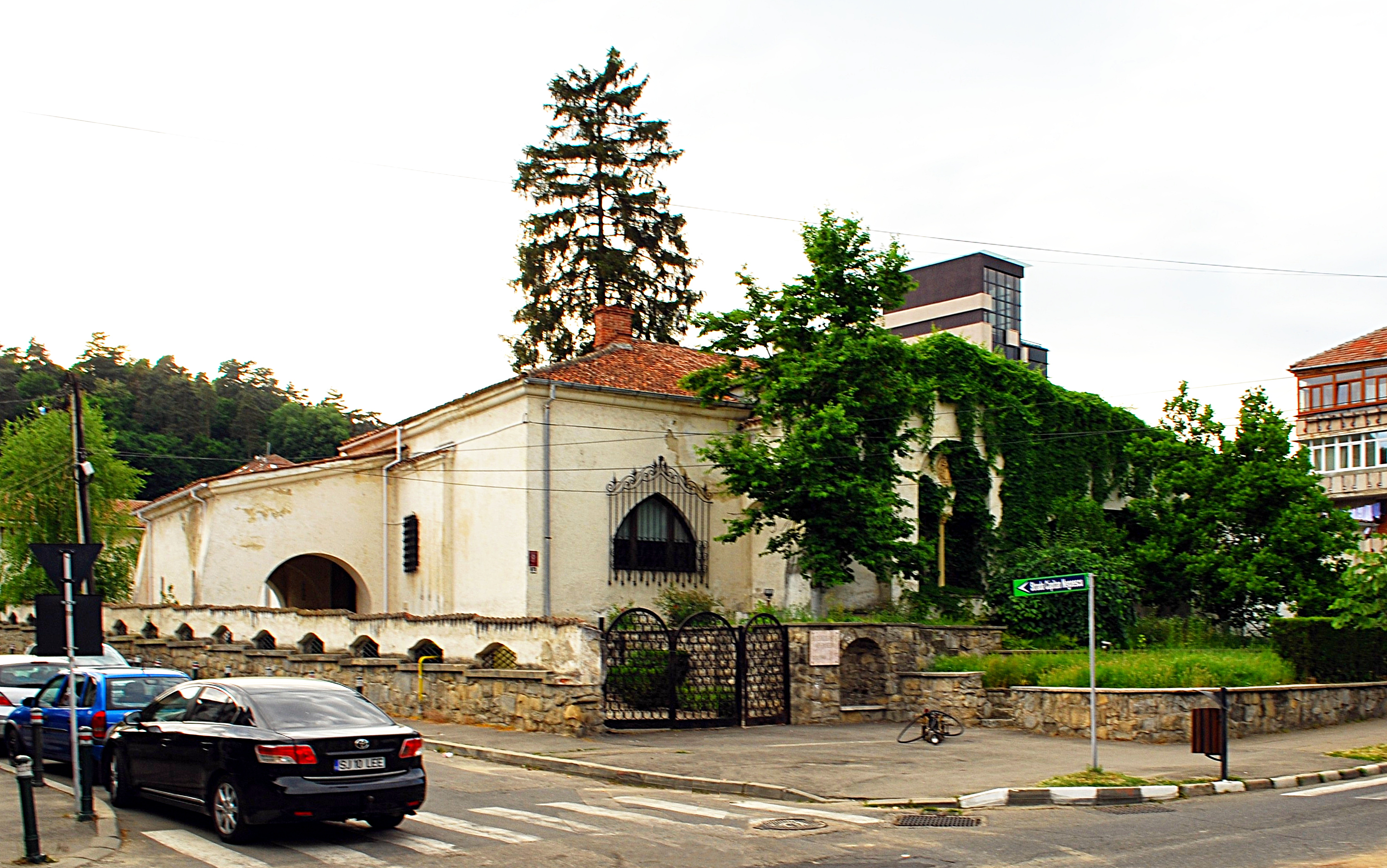
Casa Simian (azi Muzeul de Artă) din Râmnicu Vâlcea, România

## Biografie

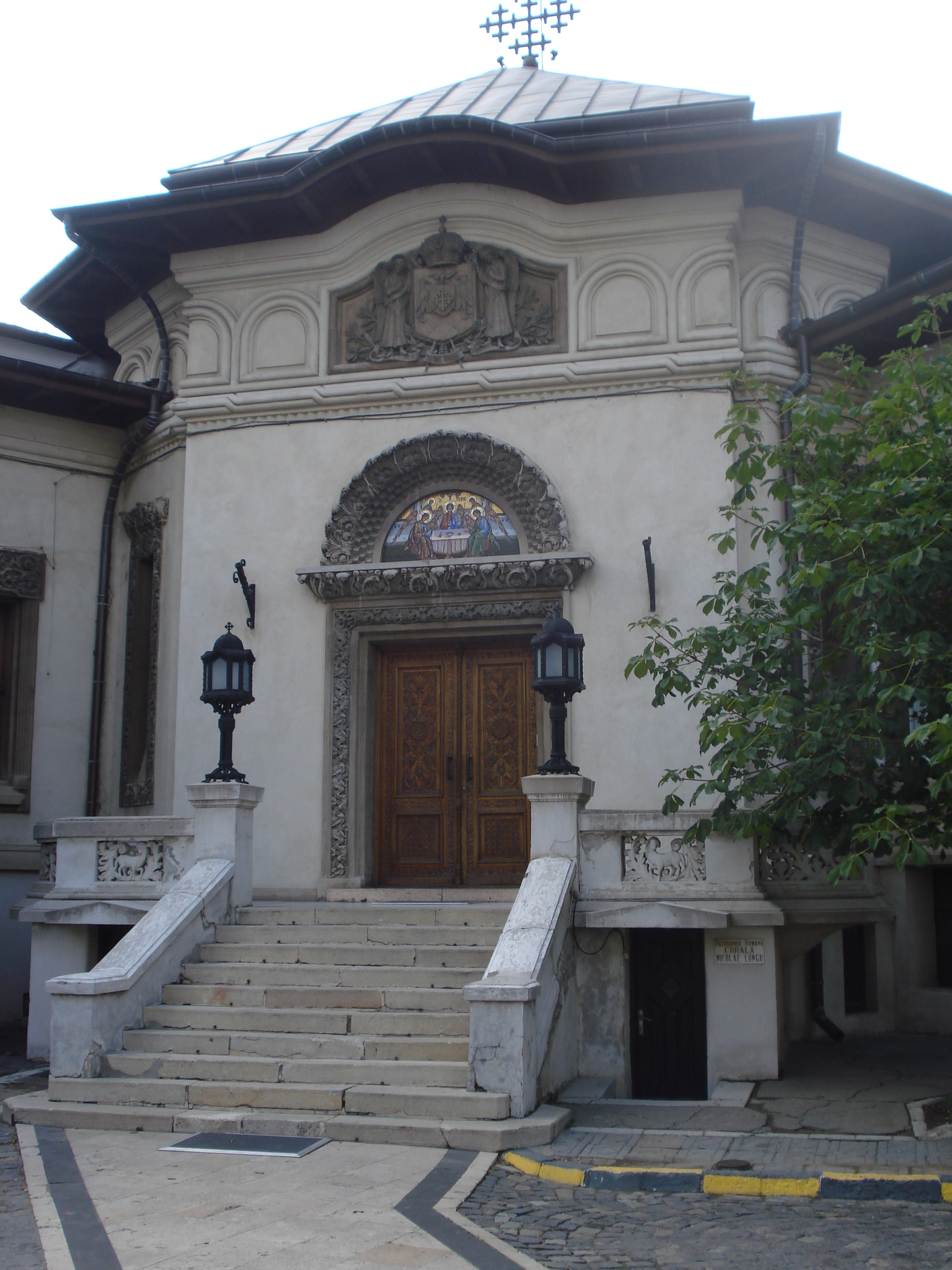
Palatul Patriarhei, București, România

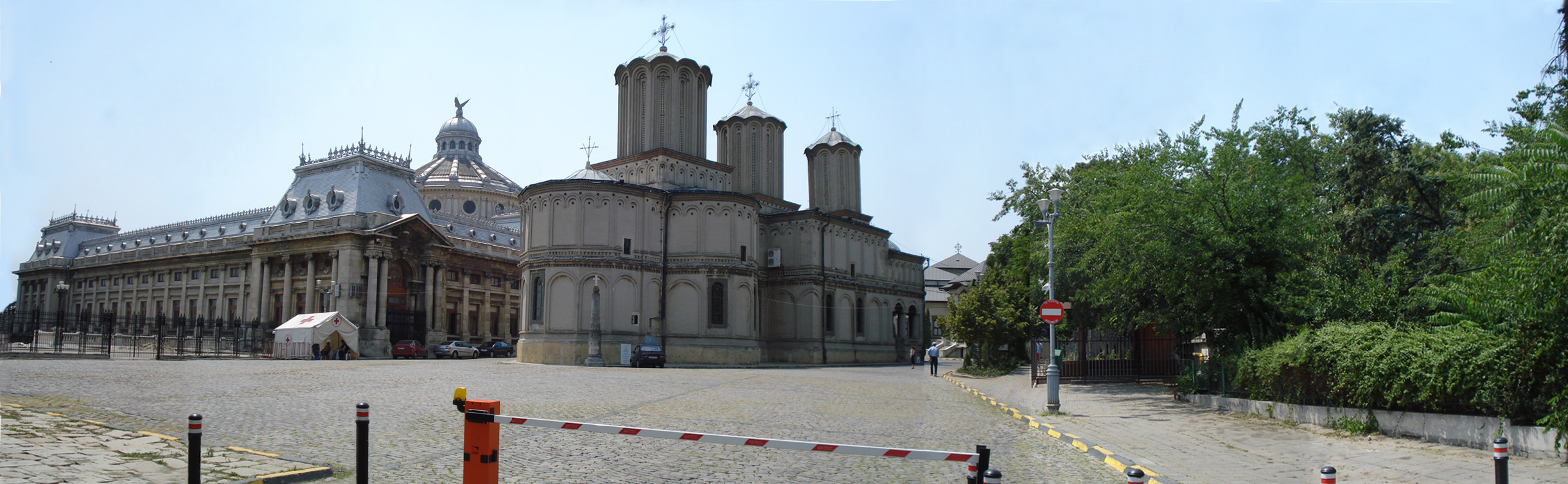
Dealul Mitropoliei - from left to right, the Palace of the Chamber of Deputies, the Romanian Patriarchal Cathedral, the Patriarchal Palace (farther away behind the church)

Gheorghe Simotta s-a născut în 1891 în Vlaho-Clisura, o mică localitate din munții Macedoniei, într-o familie de aromâni. În 1910, după absolvirea liceului din Bitolia (Monastir), în Republica Macedonia de azi (liceu cu predare în limba română), se refugiază cu mama și bunica în România. Licențiat în 1916 al Școlii Superioare de Arhitectură din București, pleacă pe front pentru doi ani, unde este detașat la serviciul construcțiilor militare, divizia geniu. Realizează, în perioada interbelică, o mulțime de proiecte (180 de proiecte dintre care 130 au fost realizate) – locuințe individuale, blocuri de raport, arhitectură religioasă, stadion, arhitectură funerară, spital, muzeu, han etc.
Gheorghe Simotta a fost elev al cunoscutului arhitect Ion Mincu și s-a format sub îndrumarea și lucrând cu arhitectul Petre Antonescu, la rândul său profesor al multor generații. La început discipol al stilului neo-românesc, Gheorghe Simotta dezvoltă un stil personal de îndepărtată rezonanță balcanică și cu influențe ale artei decorative bizantine (vizibile în detaliile de sculptură ornamentală) care se datorează, probabil, originii sale aromâne.
Dintre creațiile sale importante se pot aminti Palatul Patriarhal (situat pe Dealul Mitropoliei), Biserica Schitul Darvari, imobilele din strada C. A. Rosetti nr. 19, Bulevardul Magheru nr. 31, imobilul de la intersecția Bulevardului Dacia cu Str. Eminescu, imobilul din Aleea Modrogan nr. 2., imobilul din Str. Pitar Moș nr 6 (Oficiul de Aprovizionare al Farmaciștilor), imobilul din Bulevardul Elisabeta 61, „Casa Oștirii”. În 1938 a fost chemat la Facultatea de Arhitectură din București, unde a ajuns profesor titular la catedra de Desen Ornamental și Academic. A fost profesor vreme de 30 de ani. În paralel, mai ales la senectute, a pictat mult, lăsând în urmăo  mulțime de acuarele. A murit în 1979, la 88 de ani.

## Formare profesională
Orientarea către arhitectură s-a produs în urma întâlnirii cu maestrul G. Mirea, director al Școlii de Belle Arte, căruia Gheorghe Simotta ii prezintă o serie de desene în tuș. Sfatul maestrului este să se îndrepte către gravură, însă, nestăpânind această tehnică Simotta se prezintă la examenul de admitere la Școala Superioară de Arhitectură.
Oscilațiile legate de vocatia sa reală (arhitectură versus artă) îl urmaresc pe Gheorghe Simotta de-a lungul vieții. Astfel și după absolvirea Școlii Superioare de Arhitectură activitatea sa se concentrează asupra desenului și acuarelei participând cu lucrările sale la o serie de expoziții. Simotta privește desenul și acuarela ca fiind două discipline în legătură directă cu arhitectura cu mențiunea însă că „ desenul are în arhitectură mari exigențe față de contur și relief, precum și nevoie de o clară viziune în spațiu a construcției proiectate”.
Mai târziu, practica profesională îl face să cunoască îndeaproape tehnica meșterilor sculptori în lemn, domeniu ce îi trezește admirația: „Sculptura în lemn a avut și ea meșteri care au cinstit-o (…) daca i-aș fi cunoscut la timp, m-aș fi îndreptat către această meserie”. (Simotta)
Pictatul de acuarele cu subiecte de arhitectura constituie o completare firească a profesării în arhitectură, dat fiind importanta desenuli si picturii pentru educația preciziei ochiului, simțului proporțiilor, vederii în spațiu – calități necesare în profesarea arhitecturii.
În plus față de desen și pictură un rol esential în formarea profesională ca arhitect l-au jucat excursiile și călătoriile de studii. Simotta participă la călătorii de studiu atât în țară (vizitând alături de un grup condus de E. Pangrati mănăstirile din nordul Moldovei) cât și înafara țării, în țări precum Italia, Franța, Grecia, Turcia, Germania, alese pentru vestitul lor patrimoniu artistic. „Cercetând și desenând monumentul la fața locului, descifrezi atâtea probleme de construcție, iar imaginea lui rămâne imprimată pentru totdeauna (…) studierea monumentelor mai de seamă din țările mai sus mentionate și a vechilor monumente de arhitectură romanească, cum și noul curent trasat de unii dintre înaintașii nostri mi-au fixat drumul pe care aveam sa-l urmez” (Simotta).
Perioada dintre cele două războaie mondiale nu este o perioadă bună pentru arhitecți, construcțiile care se proiectează și execută sunt puține chiar și în contextul unui număr de arhitecți mult mai restrâns decât astăzi. La nivelul Bucureștiului existau atunci aproximativ 30-40 de arhitecți liber profesioniști, restul fiind încadrați în serviciile statului. Simotta a ales sa lucreze ca liber profesionist. Nu erau cereri și nici posibilități de construire, nu existau materiale, iar parte din meseriași nu s-au mai întors din război. Din cauza acestor greutati compromisurile dupa gustul și cerințele clientului sunt o necesitate, iar Simotta pentru o lungă perioadă de timp își limitează activitatea la lucrări de grafică. Începând cu anii 1920, din cauza lipsei acute de locuințe cât și datorită unor noi prevederi legislative, construcția de locuințe demarează timid. Această perioadă de criză face ca principalele proiecte executate la nivel de capitală și țară să fie cele de locuințe individuale și colective. Așa se face că Simotta proiectează și construiește numeroase vile in București.
Gheorghe Simotta a fost cofondator al Sindicatului Artiștilor Români, împreună cu Leon Biju, Elena Alexandrina Bednarik, Ignat Bednarik, Adam Bălțatu, Gheorghe Chirovici, Lucian Grigorescu, și Paul Molda.
Ca și alti arhitecti din acea perioadă Simotta face multe acuarele. Unii consideră (ex. Arhitectul-artist Gheorghe Leahu) că acesta activitate era o supapă de alinare sufletească a arhitecților din timpul comunismului.

## Cărți biografice despre arhitectul Simotta
S-au scris două carți despre marele architect Gheorghe Simotta: cartea “Arhitect Gheorghe Simotta” de Irina Patrulius (editor), Rodica Ianași (editor), Gheorghe Simotta, Editura Simetria 2003 și cartea “Gheorghe Simotta – între noblețe și arhitectură” de Cornel Samara, Editura Sfântul Ierarh Nicolae. Toate prezintă atât biografia arhitectului, cât si realizările lui in domeniul arhitecturii în România cât si ca acuarelist.
Volumul "Arhitect Gheorghe Simotta", scos intr-o ediție de mare calitate, este o frumoasă biografie publicată in 2003 cu prilejul deschiderii exposiției închinate lucrărilor de arhitectură și desen ale arhitectului Simotta. El reunește o serie de texte printre care unul scris de arhitect in 1965 ca răspuns la invitația lansată de Institutului de Istorie a Artei de a-și întocmi memoriile de activitate profesională. Împreună cu notele și textele adăugate, cât și anexele cu ilustrații, volumul oferă o viziune complexă și completă asupra profesiei de arhitect și a modului în care ea era practicată la început de secol XX.
Cartea se află în multe biblioteci universitare ale lumii: în Statele Unite la: Stanford University, UC Berkeley, University of Washington, Columbia University din New York, la Centre canadien d'architecture, Montreal Canada, la Cité de l'architecture et du patrimoine, Paris, Franța.
Pe lângă informațiile despre viața arhitectului, volumul lui Cornel Samara mai cuprinde o seamă de dialoguri cu foști studenți ai profesorului Simotta, dar și un număr impresionant și foarte util de imagini ale realizărilor arihtectului Simotta, fotografii, file din carnetul de schițe și reproduceri după numeroasele acuarele.
Gheorghe Simotta este trecut ca unul din arhitecții reprezentand modernismul roman din perioada interbelica si in cartea (in engleza)

## Expoziții
În perioada 20 februarie - 13 martie, în spațiul Universitații "Ion Mincu", Uniunea Arhitecților din Romania a organizat o expozitie dedicată profesorului și arhitectului Gheorghe Simotta prezentând unele dintre cele mai importante lucrari din vasta lui activitate. Cu această ocazie a fost lansat de Editura Simetria și un catalog, într-o înaltă ținută grafică sub ingrijirea arhitectei Irina Patrulius.
Expoziția "Nedespărțite Daruri" - Arhitectură. Desen. Pictură”,
Pentru aceasta expoziție criteriul principal de selecție al celor mai mulți expozanți a fost alegerea arhitecților care au profesat sau profesează și au fost preocupați permanent în paralel de desen și pictură, model reprezentat de George Matei Cantacuzino. Au fost incluse si multe din acuarelele lui Gheorghe Simotta.

În perioada 19 octombrie-18 noiembrie 2011, la Galeria Primăriei Sectorului 2, București a avut loc expoziția "Dincolo de arhitectură" unde au fost expuse 100 de lucrări de pictură, uleiuri, acuarelă, desene, grafică de carte, gravuri ale 52 de arhitecți contemporani alături de cele ale arhitectilor din generații trecute, G. M. Cantacuzino, Paul Smărăndescu, Gheorghe Simotta, Horia Teodoru și Nicolae Cucu.

În noiembrie 2010 Muzeul Municipal din Râmnicu Sărat a expus câteva acuarele cu peisaje râmnicene, urbane și rurale desenate de arhitectul Gheorghe Simotta pe la mijlocul celui din urmă veac (în 1957). Interesant este ca artistul și-a îndreptat mai mult atenția asupra unor edificii muncitorești, nou apărute în geografia orașului, încă neindustrializat deși vechiul târg de la marginea Țării Românești păstra la acea dată suficiente repere de arhitectură veche. Să fi primit o comandă în acest sens?

## Distincții
- titlul de „Profesor Emerit al Republicii Populare Romîne” (5 noiembrie 1962) „pentru activitatea îndelungată, contribuție în dezvoltarea științei și merite deosebite în dezvoltarea învățămîntului superior”[18]